# 维博·费尔德曼
维博·费尔德曼（荷蘭語：Wybo Veldman，1946年10月21日—），新西兰男子赛艇运动员。他曾代表新西兰参加1968年和1972年夏季奥林匹克运动会赛艇比赛，其中1972年奥运会获得一枚金牌。